# NGC 7432
NGC 7432 је елиптична галаксија у сазвежђу Пегаз која се налази на NGC листи објеката дубоког неба.
Деклинација објекта је + 13° 8' 4" а ректасцензија 22h 58m 2,2s. Привидна величина (магнитуда) објекта NGC 7432 износи 13,4 а фотографска магнитуда 14,4. NGC 7432 је још познат и под ознакама UGC 12268, MCG 2-58-40, CGCG 430-33, PGC 70129.